# Lancaster (Kansas)
Lancaster é uma cidade localizada no estado americano de Kansas, no Condado de Atchison.

## Demografia
Segundo o censo americano de 2000, a sua população era de 291 habitantes.
Em 2006, foi estimada uma população de 295, um aumento de 4 (1.4%).

## Geografia
De acordo com o United States Census Bureau tem uma área de
0,6 km², dos quais 0,6 km² cobertos por terra e 0,0 km² cobertos por água. Lancaster localiza-se a aproximadamente 353 m acima do nível do mar.

## Localidades na vizinhança
O diagrama seguinte representa as localidades num raio de 20 km ao redor de Lancaster.